# Elusa binocula
Elusa binocula är en fjärilsart som beskrevs av George Francis Hampson 1911. Elusa binocula ingår i släktet Elusa och familjen nattflyn. Inga underarter finns listade i Catalogue of Life.